# Carnotstraat
De Carnotstraat is een drukke verbindingsstraat in het centrum van Antwerpen die de Turnhoutsebaan met het Astridplein verbindt. In de 16e eeuw was de straat bekend als Kipdorpsesteenweg, soms ook als Sint-Willibrordussteenweg of Borgerhoutsesteenweg. De huidige naam dateert uit 1846.

## Geschiedenis
Met de verstedelijking tijdens de industriële revolutie evolueerde de Borgerhoutsesteenweg van een verbindingweg met boerderijen en molens in een stedelijke weg, met o.a. de aanleg van een treinstation in 1836 (Station Borgerhout, een houten gebouw aan de Borgerhoutsesteenweg dat de voorloper van het huidige Station Antwerpen-Centraal was) en de Antwerpse Zoo, geopend in 1843. De eerste huizen langs de weg vormden de kern van de latere Sint-Willibrordusparochie in Antwerpen-Noord.
Naarmate de verstedelijking toenam, kreeg de Carnotstraat af te rekenen met meer verkeer. In het begin van de twintigste eeuw kende de straat veel bioscopen en danspaleizen en vormde de stationsbuurt het uitgaanscentrum van Antwerpen. Na de Tweede Wereldoorlog kreeg de straat faam als meubelboulevard en in 1956 werd een koninklijk besluit uitgevaardigd voor de verbreding van de straat, waardoor 103 huizen werden onteigend.
Ondertussen is die oude sfeer verdwenen: de laatste bioscoop (Cinema Rubens) sloot in april 1993 de deuren en wordt thans door een christelijke sekte gebruikt. De straat verloederde mede door de verkeersellende steeds verder in de jaren 1980. In de jaren 1990 rezen de nachtwinkels, telefoonwinkels en dergelijke uit de grond.
Dankzij stedelijke projecten en de aanpak van de illegale praktijken in de vaak schimmige winkels is het tij de laatste jaren langzaam aan het keren. Momenteel is er een multicultureel aanbod van winkels en eethuizen. In 2006 werd het Atlasgebouw, gevestigd in een vroegere meubelzaak, geopend. Dat huisvest het Vlaams minderhedencentrum dat werkt rond inburgering en diversiteit. Sinds 2017 zijn de kantoren en de repetitieruimtes van het Antwerp Symphony Orchestra (het residentieorkest van de Koningin Elisabethzaal) gevestigd in de Carnotstraat.

## Naamgeving
De Carnotstraat werd genoemd naar Lazare Carnot, een generaal in het leger van Napoleon Bonaparte. Die werd in 1814 naar Antwerpen gestuurd om de opmars van de Engelse en Pruisische legers te stoppen. Een van Carnots technieken was het platbranden van volledige wijken en delen van het Kiel en Berchem werden daardoor in de as gelegd. Borgerhout stond hetzelfde lot te wachten, tot Carnot merkte dat de huizen een uitstekende beschutting vormden voor zijn soldaten, waardoor hij zijn tactiek aanpaste. De huizen werden daarom niet platgebrand.
Carnot kreeg in 1865 een standbeeld op de Carnotplaats, het huidige Laar. De Antwerpse notabelen waren het platbranden van hele wijken nog niet vergeten en bleven weg bij de inhuldiging. Het beeld is in de jaren vijftig weggehaald.
Het beeld is momenteel spoorloos. Volgens een hardnekkige stadslegende werd het beeld bij een val in een opslagdepot beschadigd en werd enkel het hoofd bewaard, de rest werd gebruikt bij de fundering van de Singel. Het hoofd staat in de inkomhal van een appartementsgebouw in de Carnotstraat.